# Simon Achidi Achu
"Pa" Simon Achidi Achu (Bamenda, 5 de novembro de 1934 — Estados Unidos, 4 de maio de 2021) foi um político camaronês. Foi primeiro-ministro dos Camarões, entre 9 de abril de 1992 e 19 de setembro de 1996, sendo indicado ao cargo pelo presidente Paul Biya e o primeiro anglófono no cargo. Pertencia ao partido Reunião Democrática do Povo de Camarões (RDPC).

## Biografia

### Primeiros anos
Nasceu em 5 de novembro de 1934, em Bamenda, no departamento de Mezam, na região noroeste de Camarões e foi criado em Santa.
Fez seus estudos primários em Santa, depois se matriculou no Colégio Protestante de Camarões, antes de desembarcar na Universidade de Yaoundé, onde participou da criação da associação de estudantes, que ainda existe e, também, foi o primeiro presidente da associação. Continuou seus estudos em Marselha, na França.
Foi magistrado estadual, de outubro de 1965 a outubro de 1966.
Era conhecido carinhosamente como "Pa" e famoso por sua expressão favorita em língua pidgin: "Politic Na Njangui". Uma expressão que significa "a política é como uma tontina" (associação de poupança coletiva, similar a um consórcio), ou seja, "só devemos a quem fez esforços políticos por nós", em tradução literal. Isso também foi dito para traduzir sua lealdade ao presidente Paul Biya.

### Ministérios
Tornou-se secretário-geral do Ministério de Serviços Públicos, em 1971. Em 1972, foi ministro delegado da Inspeção do Estado. Entre 3 de julho de 1972 e 1975, foi ministro da Justiça no governo do primeiro presidente de Camarões, Ahmadou Ahidjo.

### Primeiro-ministro
Ficou fora da política por vários anos, mas depois foi eleito membro da Assembleia Nacional. O presidente Paul Biya, posteriormente, o nomeou primeiro-ministro em 9 de abril de 1992, após as eleições legislativas de março de 1992. Foi o primeiro primeiro-ministro de língua inglesa de Camarões e permaneceu no cargo até 19 de setembro de 1996.

### Eleições presidenciais de 1992
Em 10 de outubro de 1992, um dia antes das eleições presidenciais de 1992, apareceu na rádio e televisão de Camarões e se dirigiu ao povo em francês, sua segunda língua. Neste discurso, acusou a oposição, liderada pelo candidato da Frente Social Democrata (SDF, Front Social Démocrate), John Fru Ndi, de ter um "plano diabólico" (plan diabolique) para processar e executar as principais figuras do estado, governo e militares se vencesse a eleição e, assim, exortou o povo a rejeitar a oposição para evitar a violência e a instabilidade em potencial.

### Pós primeiro-ministro
Em 19 de março de 2003, foi nomeado presidente do Conselho de administração da Companhia Nacional de Investimentos.
Em 2009, tornou-se um dos três membros do novo "Conselho de Anciãos" da RDPC na região noroeste, que se destinava a formular estratégias e táticas para permitir que o partido alcançasse o domínio na região, onde o partido de oposição Frente Social Democrata (FDS) tem sido tradicionalmente dominante.

### Senado
Em abril de 2013, nas eleições senatoriais, foi eleito para o Senado de Camarões como o primeiro candidato da lista do RDPC para a região noroeste. Foi eleito, em 12 de junho de 2013, para o cargo vice-presidente do Senado. Deixou o Senado ao final do seu mandato, em 2018.
Uma de suas últimas aparições públicas foi em comícios do RDPC, em Bamenda, à margem das eleições presidenciais de outubro de 2018.

### Morte
Morreu em 4 de maio de 2021, em um hospital dos Estados Unidos, de complicações de um derrame e da COVID-19 que o atingiu algum tempo antes de sua morte.

### Retorno para os Camarões e sepultamento
Em 28 de junho de 2021, seu corpo chegou no aeroporto Internacional Yaoundé-Nsimalen. O presidente Paul Biya decidiu, por decreto, a organização de um funeral oficial. Assim, as Forças da Unidade de Honra e Proteção da Brigada Sede Militar de Yaoundé receberam os restos mortais do ex-primeiro-ministro. Entre os dignitários no aeroporto para receber o corpo, estava Philemon Yang, ex-primeiro-ministro, grande chanceler das Ordens Nacionais e líder do partido Reunião Democrática do Povo de Camarões (RDPC) para a região noroeste. Do aeroporto, os restos mortais foram levados para o necrotério do Hospital Geral de Yaoundé, e, de lá, foram levados para Santa, na região noroeste para o sepultamento, que ocorreu em 3 de julho de 2021.